# Шишмарёв, Фёдор Фёдорович
Фёдор Фёдорович Шишмарёв (28 мая 1879 — январь 1942, Ленинград) — русский, советский врач и организатор врачебного дела; первый директор Артека.

## Биография
Фёдор Фёдорович Шишмарёв родился 28 мая 1879 года.
Он был известным петербургским и крымским доктором: подолгу работал в Крыму, сотрудничал с Красным Крестом.
- Начало 1920-х годов — заведовал Райздравотделом Гурзуфа и Санаторием красных командиров.
  - работал главным врачом детского санатория «Ай-Даниль».
- 1925 год — ему поручили открыть, а в дальнейшем, и руководить санаторным детским лагерем «Артек».
  - Федор Федорович стал первым директором «Артека» и
    - управлял им 8 лет, будучи также главным врачом Артека с 1925 по 1933 год, практически создав лагерь с нуля.
    - Фёдор Фёдорович Шишмарёв, будучи исключительным организатором, был правой рукой председателя Российского общества Красного Креста Зиновия Петровича Соловьёва в деле организации лечения и отдыха пионеров.
- Из-за ухудшения здоровья, доктор оставил «Артек» и вернулся в Ленинград;
  - там он трудился врачом детской поликлиники № 5.
- Фёдор Фёдорович умер в январе 1942 года[1], в блокаду; он был похоронен в братской могиле на Серафимовском кладбище Ленинграда[2][3].